# Mouvement Sahwa

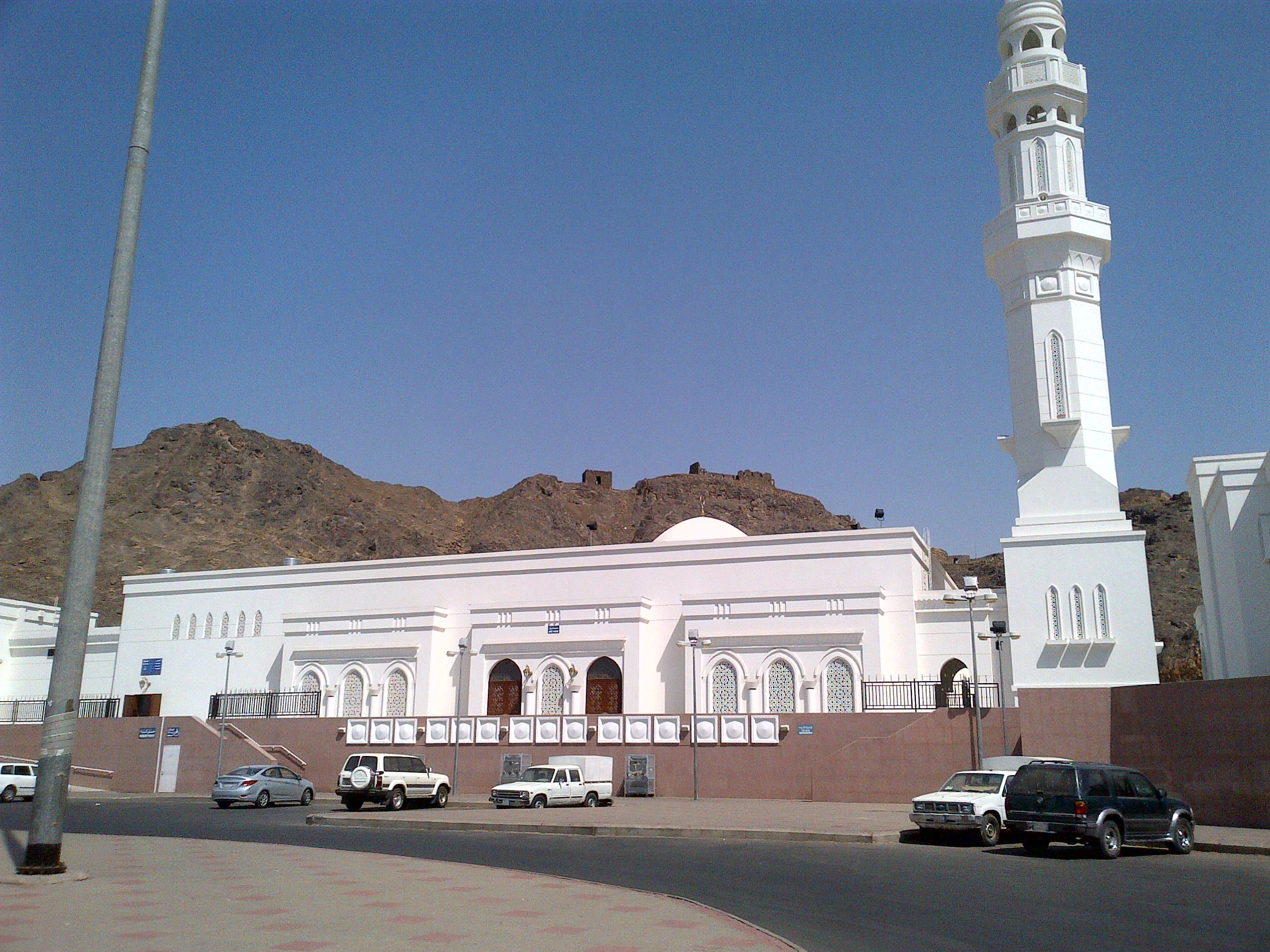
Mosquée Sabu, Arabie Saoudite

Le Sahwa (Éveil) ou Al-Sahwa al-islamiyya (Réveil islamique) est une faction du salafisme saoudien. En Arabie saoudite, il a été impliqué dans des réformes politiques pacifiques. Safar Al-Hawali et Salman al-Ouda sont les représentants de cette tendance. Très actifs sur les réseaux sociaux, ils ont gagné un certain soutien au sein de la jeunesse instruite,.
Ce groupe s'oppose à la présence de troupes américaines ainsi qu'israélienne dans la péninsule arabique.

## Origine
Entre les années 1950 et 1960, des membres des Frères musulmans arrivent en Arabie saoudite, fuyant les persécutions du régime nassériste égyptien. Bien qu'ayant des différends avec le wahhabisme, les deux mouvements s'influencèrent mutuellement. Cette pollinisation donna naissance à un mouvement hybride et dissident, politico-religieux, connu comme le Mouvement de la Sahwa. Il atteint un pic de popularité dans les années 1990, avant d'être réprimé par le gouvernement saoudien.

## Activités
Les membres de la Sahwa  écrivent des pétitions publiques et font circuler des sermons sur cassettes audio. Les dirigeants de la Sahwa demandent un plus grand rôle du clergé en matière de gouvernance et de contrôle des privilèges de la famille royale, plus de transparence sur la gestion les fonds publics, ainsi qu'une société plus conservatrice et islamique afin de contrer l'influence culturelle de l'Ouest. 

## Vues
Ils s'opposent à la présence de troupes américaines sur le sol musulman. En 1991, al-Hawali prononça un sermon en déclarant : « Ce qui se passe dans le Golfe Persique n'est une partie d'une conception occidentale plus vaste visant à conquérir entièrement le monde arabe et musulman.»